# Westfalia Wiedenbrück
Westfalia Wiedenbrück (offiziell: Sportverein Westfalia Wiedenbrück 19 e.V.) war ein Sportverein aus Rheda-Wiedenbrück im Kreis Gütersloh. Die erste Fußballmannschaft spielte ein Jahr in der höchsten westfälischen Amateurliga, während die Tischtennismannschaft vier Jahre in der seinerzeit erstklassigen Oberliga West spielte.

## Geschichte
Der Verein wurde im Jahre 1919 gegründet und hatte die Vereinsfarben blau und gelb. Im Jahre 2000 fusionierte Westfalia WIedenrbück mit dem Lokalrivalen DJK Eintracht Wiedenbrück zum SC Wiedenbrück 2000. Dieser verkürzte seinen Vereinsnamen nach einem Beschluss vom 22. April 2015 in SC Wiedenbrück.

### Fußball
Den ersten großen Erfolg feierte die Westfalia im Jahre 1934 mit dem Aufstieg in die seinerzeit zweitklassige Bezirksliga Ostwestfalen und traf dort auf namhafte Vereine wie Arminia Bielefeld oder die Hammer SpVg. Nach nur einem Jahr stieg die Westfalia als Tabellenletzter gleich wieder ab. Nach dem Ende des Zweiten Weltkrieges stiegen die Wiedenbrücker im Jahre 1950 in die Bezirksklasse auf. Gleichzeitig bezog der Verein den neu geschaffenen Jahnplatz. Zwei Jahre später stieg die Westfalia wieder in die Kreisliga ab. Es folgten die turbulentesten Zeiten der Vereinsgeschichte. Nach dem direkten Wiederaufstieg gelang im Jahre 1955 der Aufstieg in die Landesliga Westfalen, die seinerzeit die höchste Amateurliga darstellte. 
Die Saison 1955/56 stand im Zeichen der Qualifikation für die neu geschaffene Verbandsliga Westfalen. Die ersten sechs qualifizierten sich direkt, während die Siebten zwei weitere Teilnehmer ausspielten. Mit drei Punkten Rückstand auf Borussia Lippstadt wurden die Wiedenbrücker Achter und blieben Landesligist. Gemeinsam mit dem Lokalrivalen TSG Rheda wurde die Westfalia von der Staffel 1 in die Staffel 5 versetzt und musste dort gegen Mannschaften aus der Region Dortmund/Hamm antreten. Als Vorletzter stiegen die Wiedenbrücker ab. Tiefpunkt war eine 0:7-Niederlage beim VfR Heessen. In der folgenden Bezirksklassensaison 1957/58 wurde die Westfalia dann in die Kreisklasse durchgereicht. Erst im Jahre 1962 gelang der Wiederaufstieg in die Bezirksklasse. Nach einem dritten Platz in der Aufstiegssaison 1962/63 ging es ein Jahr später wieder runter.
In den folgenden Jahren wurde die Westfalia zur Fahrstuhlmannschaft. 1967 ging es wieder rauf in die Bezirksliga, wo die Mannschaft prompt Vizemeister hinter der SpVg Heepen wurde. Im Jahre 1970 folgte eine weitere Vizemeisterschaft, dieses Mal hinter dem SC Verl.  Zwei Jahre später ging es für die Wiedenbrücker erneut in die Kreisklasse. Der direkte Wiederaufstieg gelang  und bereits 1975 wurde die Westfalia hinter der Amateurmannschaft der DJK Gütersloh erneut Vizemeister. Fünf Jahre später stieg die Mannschaft ein weiteres Mal ab und zog in das neu erbaute Sportzentrum Burg auf die andere Seite der Ems um. Es dauerte bis 1987, ehe die Wiedenbrücker in die Bezirksliga zurückkehrten. Zwei Jahre später ging es wieder herunter. Mitte der 1990er Jahre zog der Lokalrivale DJK Wiedenbrück an der Westfalia vorbei, die in der Saison 1996/97 letztmals in der Bezirksliga spielten. Die DJK stieg derweil 1998 in die Landesliga und zwei Jahre später in die Verbandsliga auf.

### Tischtennis
Die Tischtennisabteilung wurde Ende der 1940er Jahre gegründet und erlebte in den 1950er Jahren ihre erfolgreichste Zeit. Im Jahre 1952 stieg die Mannschaft in die seinerzeit erstklassige Oberliga West auf und spielte insgesamt vier Jahre erstklassig. In den 1980er Jahren erreichte die Mannschaft noch einmal die Verbandsliga.

## Persönlichkeiten
- Bernhard Siefert (1944–2017), Fußballspieler
- Paul Thomik (* 1985), Fußballspieler